# Buenos Aires Barrios
Lista över Buenos Aires 46 barrios (stadsdelar).

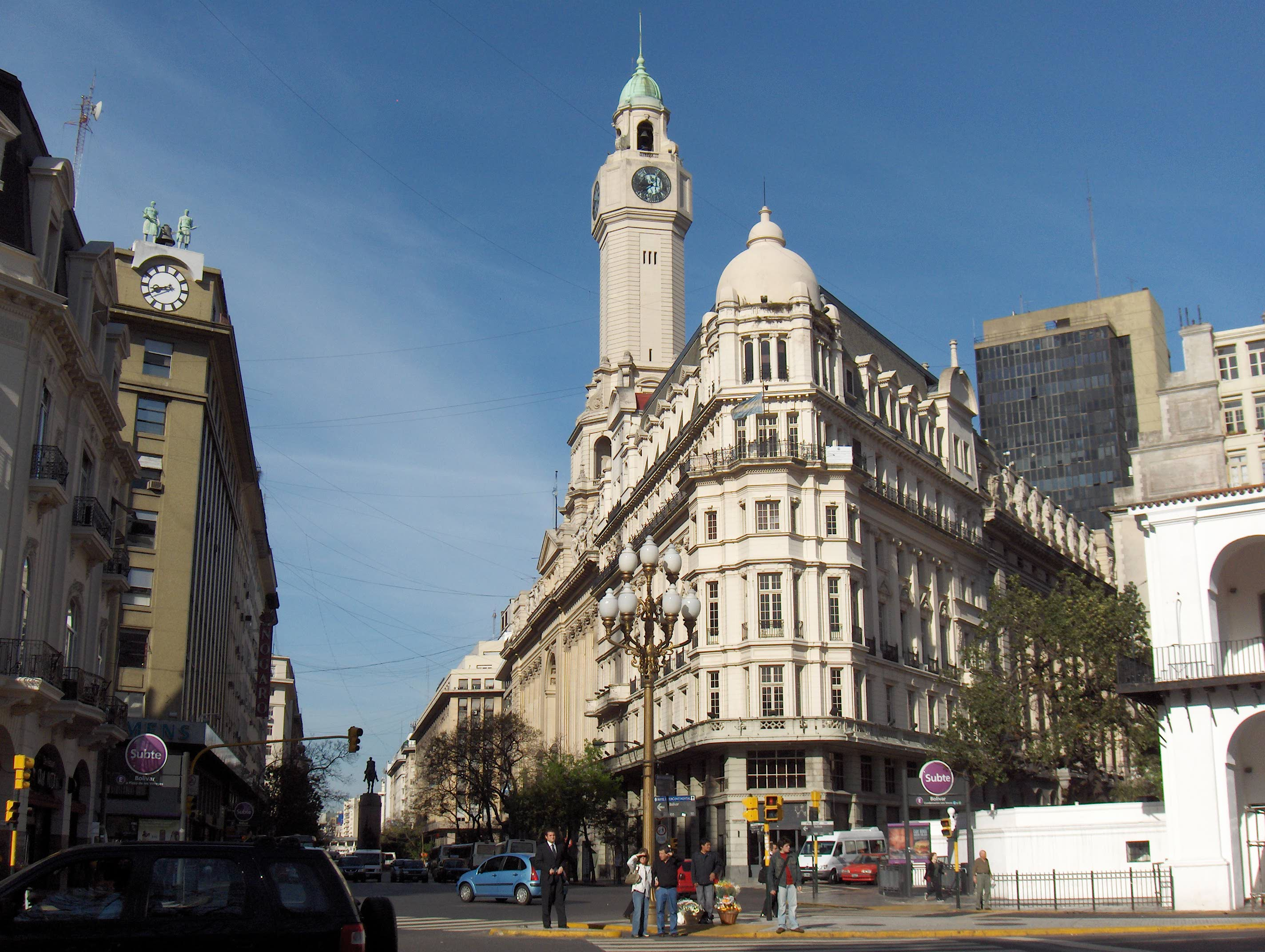
Buenos Aires stadsfullmäktige i Barrio Montserrat i centrala Buenos Aries. Många nationella och lokala institutioner är belägna i stadsdelen, bland annat den argentinska presidentens officiella residens Casa Rosada.

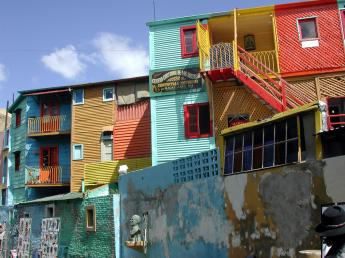
Hus vid gatan Caminito i Barrio La Boca.

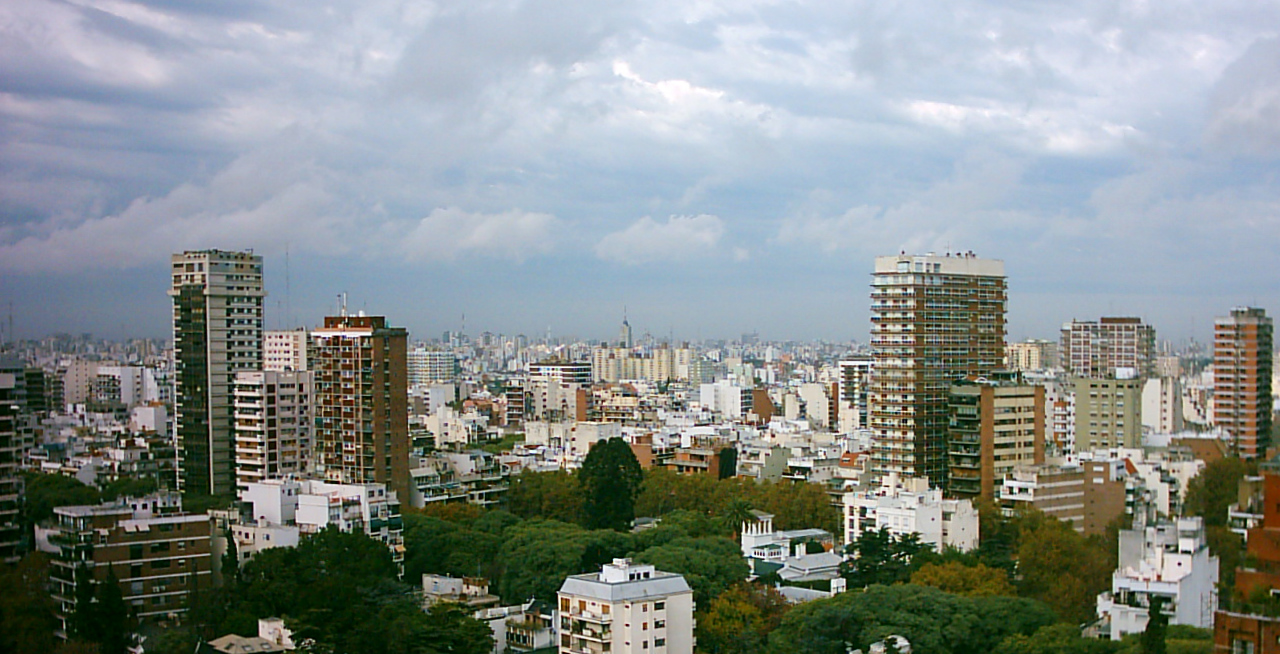
Översiktsbild över Barrio Belgrano.

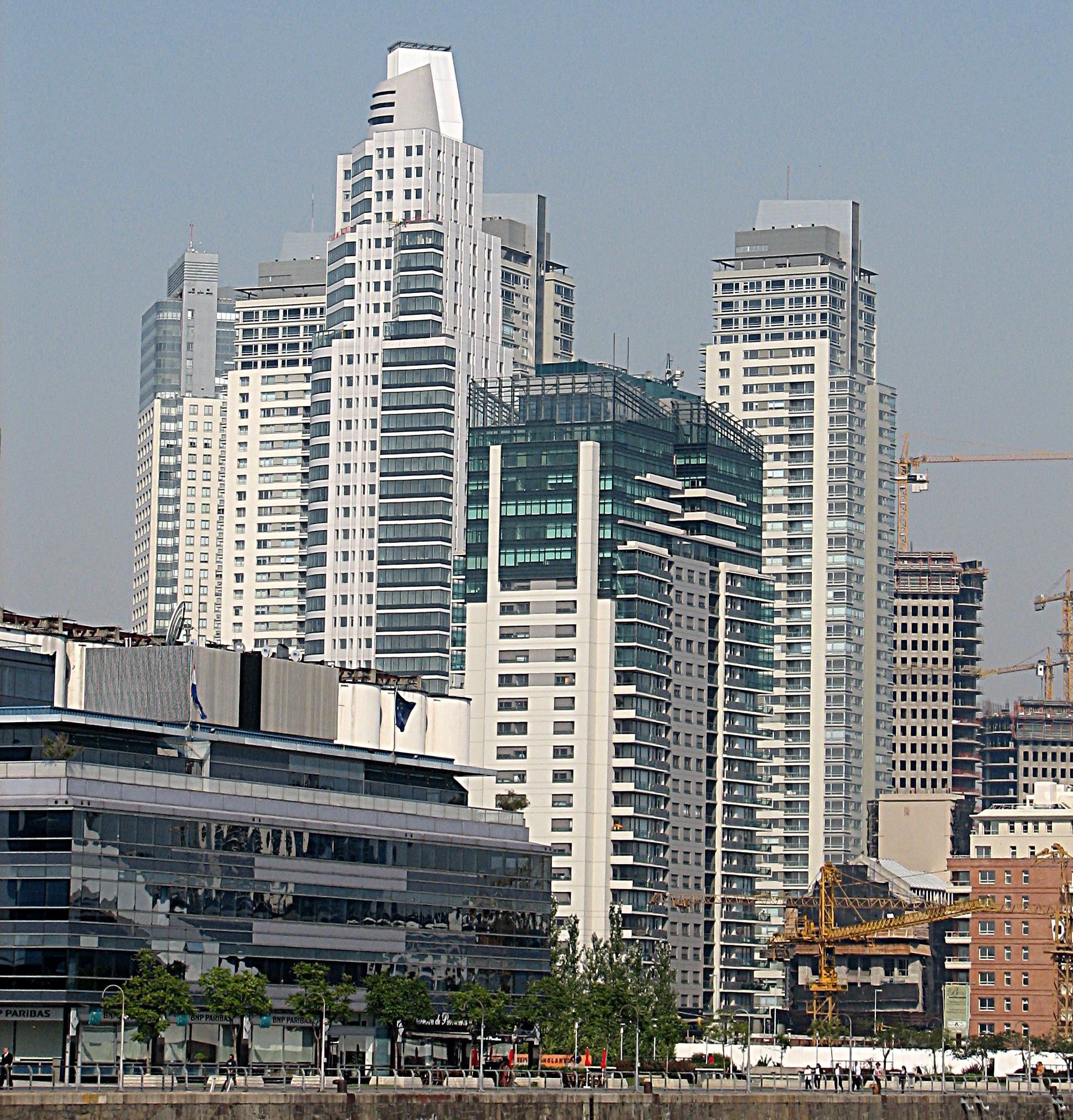
Höghus i Barrio Puerto Madero.

| Namn                     | Befolkning[när?] | Platser och institutioner                             |
| ------------------------ | ---------------- | ----------------------------------------------------- |
| Barrio Palermo           | 256.927          | Museo de Arte Latinoamericano de Buenos Aires (MALBA) |
| Barrio Recoleta          | 198.647          |                                                       |
| Barrio Retiro            | 43.231           | Plaza General San Martín                              |
| Barrio San Nicolás       | 28.204           | Teatro Colón                                          |
| Barrio Montserrat        | 46.745           | El Cabildo Plaza de Mayo Casa Rosada                  |
| Barrio San Telmo         | 18.575           |                                                       |
| Barrio La Boca           | 46.277           | Caminito                                              |
| Barrio Barracas          | 73581            |                                                       |
| Barrio Nueva Pompeya     | 53.407           |                                                       |
| Barrio Parque Patricios  | 10.127           |                                                       |
| Barrio Constitución      | 47.102           |                                                       |
| Barrio Balvanera         | 151.302          |                                                       |
| Barrio Almagro           | 140.111          |                                                       |
| Barrio San Cristóbal     | 48.973           |                                                       |
| Barrio Boedo             | 48.231           |                                                       |
| Barrio Villa Soldati     | 21.000           |                                                       |
| Barrio Villa Lugano      | 48.175           |                                                       |
| Barrio Villa Riachuelo   | 14.812           |                                                       |
| Barrio Parque Avellaneda | 51.912           |                                                       |
| Barrio Parque Chacabuco  | 59.275           |                                                       |
| Barrio Caballito         | 183.740          |                                                       |
| Barrio Villa Mitre       | 35.164           |                                                       |
| Barrio Villa Crespo      | 90.106           |                                                       |
| Barrio Chacarita         | 27.172           |                                                       |
| Barrio Colegiales        | 58.810           |                                                       |
| Barrio Belgrano          | 140.090          |                                                       |
| Barrio Nuñez             | 51.324           |                                                       |
| Barrio Coglhan           | 183.740          |                                                       |
| Barrio Saavedra          | 52.219           |                                                       |
| Barrio Villa Ortúzar     | 22.847           |                                                       |
| Barrio La Paternal       | 19.639           |                                                       |
| Barrio Agronomía         | 35.582           |                                                       |
| Barrio Villa del Parque  | 59.718           |                                                       |
| Barrio Villa Santa Rita  | 32.649           |                                                       |
| Barrio Flores            | 139.214          |                                                       |
| Barrio Floresta          | 39.273           |                                                       |
| Barrio Velez Sarsfield   | 36.056           |                                                       |
| Barrio Villa Luro        | 30.753           |                                                       |
| Barrio Mataderos         | 64.697           |                                                       |
| Barrio Versalles         | 14.211           |                                                       |
| Barrio Monte Castro      | 33.129           |                                                       |
| Barrio Villa Real        | 14.249           |                                                       |
| Barrio Villa Devoto      | 71.518           |                                                       |
| Barrio Villa Pueyrredón  | 40.274           |                                                       |
| Barrio Villa Urquiza     | 86.695           |                                                       |
| Barrio Puerto Madero     | 495              |                                                       |